# Estuaire (revue de poésie)
Pour les articles homonymes, voir Estuaire (homonymie).
Estuaire est une revue québécoise fondée en 1976 qui s'intéresse à la poésie. Elle offre trois publications par année qui comportent des textes de création, des réflexions critiques et des dialogues autour des pratiques actuelles en poésie. 

## Histoire de la revue
Fondée en 1976 dans la ville de Québec par les poètes Pierre Morency, Jean Royer, Jean-Pierre Guay et le peintre Claude Fleury, la revue Estuaire est la plus ancienne revue francophone du pays entièrement consacrée à la poésie.   
De 1976 à 2019, Estuaire publie quatre numéros par an. À partir de 2019, le nombre de parutions passe à trois par an.   
Entre 1990 et 2008, Estuaire et les Terrasses Saint-Sulpice s'unissent pour décerner annuellement, lors du Festival mondial de la littérature, le Prix de poésie Terrasses Saint-Sulpice à un recueil de poésie francophone. En 2010, le prix change de nom pour le Prix de poésie Estuaire - Bistro Leméac.  
Estuaire est membre de la Société de développement des périodiques culturels québécois (SODEP) depuis 1986.  

## Comité de rédaction et contributeurs
Le comité de rédaction actuel (2025) est composé de Stéphanie Roussel, aussi directrice littéraire, de Marilou Craft et Christelle St-Julien.

### Directeurs et directrices
- 1976-1980 : Pierre Morency, Jean Royer, Jean-Pierre Guay et Claude Fleury[5]
- 1980-1982 : Marcel Bélanger[5]
- 1983-1986 : Jean Royer[5]
- 1986-1993 : Gérald Gaudet[5]
- 1993-2003 : Jean-Paul Daoust[5]
- 2003-2011 : Jean-Éric Riopel[5]
- 2012-2014 : André Roy [5]
- 2014-2017 : Véronique Cyr[6]
- 2018-2021 : Michaël Trahan[7]
- 2021-aujourd'hui : Stéphanie Roussel

### Contributeurs et contributrices
Voici une liste non exhaustive des contributeurs et contributrices notables :
- Gabrielle Giasson-Dulude
- Hélène Dorion
- Hector Ruiz
- Michaël Trahan
- André Roy
- Simon Dumas
- Pierre Ouellet
- Nicole Brossard
- Martine Audet
- France Théoret
- Véronique Cyr
- Paul Bélanger
- Élise Turcotte
- Renée Gagnon
- François Guerrette
- Patrick Brisebois
- Roger Des Roches
- Marie St-Hilaire-Tremblay
- François Rioux
- Catherine Cormier-Larose
- Bertrand Laverdure
- Patrice Desbiens
- Marie-Andrée Gill
- Catherine Lalonde
- Maude Veilleux
- Vanessa Bell
- Daniel Canty
- Anne-Marie Desmeules
- François Turcot

## Prix et honneurs
- 2012 : prix d'excellence de la SODEP, prix création littéraire pour « La Cathédrale de tout » de Roger Des Roches[8].
- 2013 : prix d'excellence de la SODEP, prix texte d'opinion critique pour « J’étais enfant » de Louis-Philippe Hébert[9].
- 2017 : prix d'excellence de la SODEP, prix création poésie pour « Race privée » de Benoit Jutras[10].
- 2022 : prix d'excellence de la SODEP, prix recension critique pour « L’art magistral du décalage » de Monique Deland[11].
- 2022 : prix d'excellence de la SODEP, prix création littéraire pour « Hermanxs (chant d’archives pour nos oublis) » de Nicholas Dawson[11].